# Trận Manado
Trận Manado là một phần của các cuộc tiến công của Nhật Bản nhằm đánh chiếm Đông Ấn Hà Lan. Trận đánh diễn ra tại Manado (cũng được đánh vần Menado) trên bán đảo Minahasa ở phía bắc của đảo Celebes (ngày nay là Sulawesi của Indonesia), từ ngày 11-12 tháng 1 năm 1942. Đây là trận đánh đầu tiên trong lịch sử Nhật Bản, khi nước này triển khai các lực lượng nhảy dù tham gia một chiến dịch quân sự.

## Hoàn cảnh

### Gía trị chiến lược của Minahasa
Mặc dù bán đảo Minahasa không có bất kỳ nguồn tài nguyên hoặc cơ sở kỹ thuật chiến lược nào, giá trị về mặt quân sự của nó là rất cần thiết. Các vịnh Manado và hồ Tondano cung cấp sự che chở rất tốt cho căn cứ thuỷ phi cơ, khi các lực lượng Hà Lan thành lập một Căn cứ Hải quân ở phía đông nam của hồ Tondano, gần Tasoeka (Tasuka). Một căn cứ thuỷ phi cơ cũng được thành lập ở phần phía nam của hồ, gần Kakas.
Bên cạnh đó, các lực lượng Hà Lan cũng xây dựng 2 sân bay gần đó. Tại làng Kalawiran gần Langoan, sân bay Menado II/Langoan được thành lập. Khi chiến tranh xảy ra, sân bay Manado I, nằm ngay phía đông thành phố Manado tại Mapanget vẫn đang được xây dựng.

### Kế hoạch đánh chiếm của Nhật Bản
Là một phần trong kế hoạch của Nhật Bản nhằm chinh phục Đông Ấn Hà Lan, đặc biệt là đảo Java, cần có sự hỗ trợ trên không từ miền nam Sumatra, Kuching, Banjarmasin (phần đông nam của Borneo thuộc Hà Lan), Makassar và Kendari (cả hai đều ở phía nam Celebes). Tuy nhiên, trước đó, để thiết lập sự hỗ trợ trên không nói trên, đặc biệt là ở miền nam Celebes và Banjarmasin, các sân bay chuyển vận ở Manado, Tarakan và Balikpapan cũng phải bị đánh chiếm.
Việc đánh chiếm Manado được vạch ra như một phần của mũi tấn công phía Đông của Nhật Bản để đánh chiếm Đông Ấn Hà Lan. Trách nhiệm tiến hành các cuộc tấn công vào mũi nhọn này thuộc về Hải quân Đế quốc Nhật Bản.

## Kế hoạch của Hà Lan
Kế hoạch phòng thủ Manado của Hà Lan bao gồm:
- Bảo vệ chống lại một cuộc đảo chính (tấn công bất ngờ) của lực lượng Nhật Bản
- Kháng cự quyết liệt chống lại cuộc đổ bộ của địch; Nếu cuộc chiến dẫn đến việc tiêu diệt hầu hết quân đội, hãy tiến hành một cuộc chiến tranh du kích
- Phòng thủ căn cứ không hải quân Tasoeka và sân bay Langoan
- Gíam sát một khu vực đổ bộ phía bắc phía tây con đường Ajermadidih (Airmadidi)-Tateloe (Tatelu)

Từ tháng 5 năm 1940 đến tháng 12 năm 1941, các lực lượng Hà Lan ở Manado đã chuẩn bị phòng thủ cần thiết. Những sự chuẩn bị này bao gồm việc thiết lập một số dịch vụ giám sát (cảnh sát biển, giám sát sân bay cũng như các đối tượng quan trọng khác), trong đó 2 đại đội Quân đoàn Dự bị (RK) được giao nhiệm vụ thực hiện các dịch vụ này. Ngoài ra, người Hà Lan cũng làm việc để xây dựng một số vị trí phòng thủ. Tuy nhiên, do kinh phí hạn chế, rất ít trong số các vị trí này đã được hoàn thành vào thời điểm Chiến tranh Thái Bình Dương nổ ra.
Đến ngày 8 tháng 12 năm 1941, Schillmöller sắp xếp quân của mình đóng tại các vị trí sau:
- Lực lượng Liên hợp của Compagnie Menado, Stadswacht Menado và Landstorm Compagnie, một phần súng máy và một khẩu pháo dã chiến có căn cứ tại Manado. Nếu lực lượng không đánh bại được cuộc đổ bộ lên bãi biển của đối phương, họ phải trì hoãn việc tiến quân từ Manado đến Tomohon thông qua việc chuẩn bị phòng thủ tại Tinoor và Kakaskasen
- Một lữ đoàn của Đại đội A của Radema đóng quân tại Ajermadidih, với 2 lữ đoàn khác đóng quân tại Kema.
- Một Mobile Colonne gồm 6 xe tải gắn 3 khẩu pháo 37 mm và 4 lữ đoàn RK ở Poso đóng quân để bảo vệ hồ Tondano
- Một lữ đoàn RK tại căn cứ hải quân Tasoeka
- Một lữ đoàn RK, Bộ Tư lệnh Phòng thủ Hồ Tondano và sân bay Langoan đóng tại Căn cứ Thuỷ phi cơ Kakas
- 3 lữ đoàn RK và một overvalwagen tại sân bay Langoan
- Một bộ phận của Đại đội KV đóng quân tại Kakas với vai trò là lực lượng dự bị
- Đại đội KV (trừ 1 bộ phận) đóng quân tại Langoan như là một lực lượng dự bị
- Nhân viên Bộ Tư lệnh Schillmöller với một đại đội RK có căn cứ tại Tomohon

Để bảo vệ sân bay Langoan và căn cứ thuỷ phi cơ Kakas, Schillmöller thành lập Bộ Chỉ huy Chiến thuật Kakas, dưới sự chỉ huy của Đại uý W.C. van den Berg. Van den Berg có sẵn lực lượng theo ý của mình:
- Sở Chỉ huy tại Kakas
- Phòng thủ sân bay thuộc về Đại đội D của Quân đoàn Dự bị dưới quyền Trung uý thứ nhất J.B. Wielinga:
  - 1,5 lữ đoàn thuộc Đại đội C dự bị dưới quyền Wielinga, đóng quân tại sở chỉ huy của ông ở làng Langoan
  - 3,5 lữ đoàn thuộc Đại đội C và overvalwagen đóng quân tại sân bay Langoan dưới quyền chỉ huy của Thiếu tá H.J. Robbemond
- Căn cứ thuỷ phi cơ phòng thủ bởi 6 lữ đoàn của Đại đội C thuộc Quân đoàn Dự bị (khoảng 150 quân) dưới quyền chỉ huy của Trung uý thứ nhất H. Fuchter, được hỗ trợ bởi Mobile Colonne
- 2 overvalwagens dưới quyền chỉ huy của Thiếu tá A.J. ter Voert được đưa về lực lượng dự bị tại Kakas

Cuối cùng, để phù hợp với kế hoạch du kích, 9 nhà kho dưới lòng đất đã được xây dựng để lưu trữ các nguồn cung tiếp liệu sẽ cần thiết trong hành động. Các binh sĩ Hà Lan còn lại sẽ được chia thành 6 phần, trong đó mỗi phần được giao cho một nhà kho cụ thể. Các phần là:
1. Compagnie Menado cùng với Dân quân châu Âu
2. Đại đội KV cùng với Đại đội E thuộc KV
3. Đại đội A thuộc KV
4. Đại đội B thuộc KV
5. Đại đội C thuộc KV
6. Đại đội D thuộc KV

## Kế hoạch của Nhật Bản
Đơn vị Tấn công phía Đông được giao nhiệm vụ là Hạm đội Nhật Bản có nhiệm vụ đánh chiếm Menado. Mặc dù Chuẩn Đô đốc Takeo Takagi chỉ huy lực lượng này, ông để lại các chi tiết hoạt động cho Chuẩn Đô đốc Raizō Tanaka. Kế hoạch tác chiến dự định cho Lực lượng Đổ bộ Liên hợp Sasebo, cũng như Hải đoàn Đặc nhiệm Yokosuka 1 như một đơn vị lính dù.

### Lực lượng Đổ bộ Liên hợp Sasebo
Nhiệm vụ của Lực lượng Đổ bộ Liên hợp Sasebo cho trận chiến sắp tới bao gồm:
- Đổ bộ lên cả 2 bờ biển ở phía bắc và phía nam Manado, bao vây lực lượng Hà Lan trong thị trấn và tiêu diệt chúng, sau đó họ sẽ rời Menado và tiến về Căn cứ Kakas qua Tomohon
- Đổ bộ vào Kema và tiến về phía hồ Tondano và sân bay Kakas ngang qua Ajermadidih
- Cùng với Hải đoàn Đặc nhiệm Yokosuka 1, sẽ nhảy dù xuống sân bay, thực hiện một cuộc tấn công gọng kìm vào lực lượng Hà Lan tại sân bay từ phía đông và phía tây
- Sau khi tiêu diệt lực lượng Hà Lan ở những khu vực này, họ sẽ tập hợp lại ở Manado, và chuẩn bị cho chiến dịch sắp tới để chiếm Kendari

Lực lượng Sasebo sẽ rời Davao vào ngày 9 tháng 1, và đổ bộ vào rạng sáng ngày 11.

### Hải đoàn Đặc nhiệm Yokosuka 1
SNLF Yokosuka 1 (dưới quyền chỉ huy của Tư lệnh Toyoaki Horiuchi), kết hợp với Lực lượng Sasebo, sẽ thực hiện một chiến dịch nhảy dù xuống sân bay đối phương vào lúc 09:30 sáng ngày 11 tháng 1 với sự hỗ trợ của các máy bay chiến đấu của Đơn vị Không kích 1. Mục tiêu của họ là đánh chiếm sân bay Langoan và căn cứ thuỷ phi cơ Kakas, 2 cơ sở sẽ hỗ trợ các hoạt động tiếp theo của Nhật Bản cho chiến dịch xâm chiếm Đông Ấn Hà Lan.
Việc phân phối nhiệm vụ và hành động của từng đơn vị, là:
| Distribution      | No. of personnel                                                | Mission |
| ----------------- | --------------------------------------------------------------- | --- |
| Cụm Nhảy dù 1     | 334 lính nhảy dù (bao gồm 58 thành viên HQ và Đơn vị Thông tin) | Thực hiện một cuộc nhảy dù xuống sân bay Langoan vào ngày 11 tháng 1. Sau đó, nhóm sẽ được chia thành 2 lực lượng: 1. Đại đội 1 (139 lính dù) sẽ đánh chiếm sân bay. 2. Đại đội 2 và phần còn lại của lực lượng sẽ đánh chiếm căn cứ thuỷ phi cơ Kakas. |
| Cụm Nhảy dù 2     | 173 lính nhảy dù                                                | Thực hiện một cuộc nhảy dù xuống sân bay Langoan vào ngày 12 tháng 1. |
| Đơn vị Kema       | 169 binh lính                                                   | Rời Davao trên tàu Katsuragi Maru vào ngày 6 tháng 1. Khi đổ bộ xuống Kema, họ sẽ vận chuyển vật tư chiến tranh, trước khi gia nhập đội hình chính. |
| Đơn vị hồ Tondano | 22 binh lính (bao gồm 10 thành viên Đơn vị Súng chống tăng)     | Rời Davao vào ngày 11 tháng 1 trên thuỷ phi cơ Kawanishi H6K "Mavis". Khi đổ bộ xuống hồ Tondano, họ sẽ gia nhập đội hình chính và nhận lệnh. |
| Đơn vị Menado     | 64 binh lính                                                    | Rời Davao theo chỉ định riêng, và vận chuyển vật tư chiến tranh. Sau đó, họ sẽ gia nhập đội hình chính và nhận lệnh. |

Máy bay vận tải Mitsubishi G3M thuộc SNLF Yokosuka 1 sẽ bay với khoảng cách 1,500 m (4,900 ft) giữa mỗi đại đội. Mang theo 12 lính dù và 7 thùng hàng hoá mỗi chiếc, 10 máy bay sẽ chở Nhóm Nhảy dù 1, trong khi 8 sẽ chở Nhóm 2. Các vụ nhảy dù xảy ra ở độ cao 500 ft (150 m) và ở tốc độ 100 kn (120 mph; 190 km/h).

## Trận chiến

### Đổ bộ vào Manado (Lực lượng 1)
Sau khi nhìn thấy các tàu vận tải Nhật Bản vào ngày 10 tháng 1, Schillmöller ngay lập tức bố trí binh lính trong khu vực của họ theo kế hoạch. Ông cũng ra lệnh cho Lực lượng Liên hợp của Đại uý Kroon (tổng cộng khoảng 400 quân) chiếm đóng bờ biển Manado và bảo vệ nó chống lại các cuộc đổ bộ có thể xảy ra. Ở cánh trái của Kroon, ở quận Sario, ông đặt Dân quân châu Âu của Masselink, trong khi Stadswacht của Trung uý de Man đào sâu ở bên phải. Các kỹ sư được đặt trong tình trạng chuẩn bị, chờ lệnh phá huỷ các cơ sở quan trọng; Hạ sĩ quan và các thành viên của chính quyền địa phương cũng được thông báo về cuộc đổ bộ của quân Nhật sắp xảy ra.
Lực lượng Sasebo 1 của Mori đổ bộ lên bờ biển phía bắc và phía nam Manado lúc 04:00 sáng vào ngày 11 tháng 1. Sau khi nghe báo cáo về cuộc đổ bộ, Compagnie Menado của Kroon ngay lập tức rút lui về các vị trí phía sau tại Pineleng và Tinoör, mà không biết chuyện gì đang xảy ra trên bãi biển, khi quân của Mori tràn ngập khẩu pháo 75 mm đang nã đạn vào các tàu đổ bộ. Tuy nhiên, họ cũng vấp phải sự kháng cự mạnh mẽ từ lực lượng dân quân của Masselink, buộc họ phải mang tất cả hoả lực tự động của mình để chịu đựng. Áp lực của quân Nhật buộc Masselink phải rút lui về Pineleng, chỉ để thấy rằng Lực lượng 1 đã bỏ qua họ tiến vào thị trấn lúc 05:00, buộc ông phải di chuyển xa hơn về phía nam.
Khi quân của Kroon đến nửa giờ sau đó, quân của Mori buộc ông phải rút lui về phía nam dọc theo con đường Manado-Tomohon đến Roeroekan (Rurukan). Khi Masselink báo cáo vị trí của mình cho Schillmöller, ông đã ra lệnh cho anh ta chiếm cây cầu tại Pineleng, mặc dù quân Nhật đã chiếm đóng nó. Masselink cuối cùng tiếp tục rút lui, đến Tinoör lúc 07:00. Sau khi giáp chiến với Lực lượng Liên hợp, Lực lượng 1 của Mori đánh chiếm Manado lúc 08:30. Khi các báo cáo về cuộc đổ bộ bắt đầu xuất hiện, Schillmöller gửi 5 lữ đoàn RK dưới quyền chỉ huy của Trung uý van de Laar ở Tomohon đến Tinoör để hỗ trợ Lực lượng Liên hợp rút lui. Ngay sau khi chiếm được Manado, Mori tiến về phía nam đến Tomohon lúc 09:45, bỏ qua tuyến rút lui của Hà Lan.
Ngay sau đó, Schillmöller rút 3 lữ đoàn từ lực lượng của van de Laar trở lại Tomohon để tăng cường cho thị trấn chống lại một thông tin tình báo sai lệch về cuộc đổ bộ của người Nhật lên Tanahwangko, xa hơn về phía tây Manado. Bất chấp sự rút lui này, van de Laar đã được tăng cường bởi những người đi lạc từ Compagnie Menado và một đội quân overvalwagen cũng như Stadswacht dưới sự chỉ huy của Trung uý de Man. Để bảo vệ chống lại các xe tăng Nhật Bản, quân Hà Lan đã nhanh chóng chặt một cây gỗ nặng và lớn để thiết lập một rào chắn trên đường để ngăn cản xe tăng Nhật di chuyển ngay khi những chiếc xe tăng này đến. Khi đội tiên phong của Mori gồm 4 xe tăng Type 95 tiếp cận thị trấn lúc 10:30, cây đổ và hoả lực súng máy tập trung đã hạ gục 3 trong số chúng và đẩy lùi quân của Mori. Quân của van de Laar giữ vững Tinoor cho đến khoảng trưa, khi tìng trạng thiếu đạn dược buộc họ phải quay trở lại Kakaskasen.
Bây giờ được hỗ trợ bởi overvalwagens, van de Laar thiết lập một vị trí phòng thủ mới ở phía bắc Kakaskasen. Lực lượng 1 giao chiến với họ một lần nữa vào lúc 16:00, nhưng quân Hà Lan đã ngăn chặn được bước tiến của họ và gây thương vong đáng kể trước khi rút lui một lần nữa. Tuy nhiên, vì Mori tiếp tục bỏ qua họ, một khi người Hà Lan đến Tomohon, họ thấy mình ngay lập tức chiến đấu với Lực lượng 1. Lực lượng Liên hợp đã cố gắng phòng thủ chống lại bước tiến của người Nhật, nhưng họ không thể ngăn cản Mori tiến chiếm Tomohon vào lúc 19:30. Quân của van de Laar di chuyển về phía đông đến Roeroekan, đến nơi lúc 22:00. Đến sáng ngày 12, Mori tiến đến sân bay Langoan bằng đường Tomohon đến Kawangkoan. Đến 12:30, quân của ông thiết lập liên lạc với Lực lượng lính dù Yokosuka 1 và đến Langoan và Kakas lúc 14:00. Các lực lượng Hà Lan, vào lúc đó, đã rút lui về Amoerang (Amurang) xa hơn về phía tây, trong khi cho nổ tung các cây cầu và nhà kho, không có nỗ lực phản công nào trong thời gian đó.

### Đổ bộ vào Kema (Lực lượng 2)
Đại đội A của Trung uý Radema, được giao nhiệm vụ bảo vệ bờ biển phía đông, được trải rộng trên con đường giữa thành phố ven biển Kema và Ajermadidih. Ngoài các lữ đoàn tại cả 2 thành phố nói trên, 3 lữ đoàn đã đóng quân tại sân bay Mapanget, và một lữ đoàn mỗi lữ đoàn đóng quân ở Likoepang và Bitoeng, xa hơn về phía bắc từ Kema. Radema cũng xây dựng các ụ súng máy và chướng ngại vật xe tăng dọc theo con đường từ Kema đến Ajermadidih.
Cùng với cuộc đổ bộ của Lực lượng 1, Lực lượng Sasebo 2 của Tư lệnh Uroku Hashimoto đổ bộ lên Kema ở phía đông lúc 04:20 và đối đầu với 2 lữ đoàn của Radema. Khi được thông báo về cuộc đổ bộ, Radema ra lệnh cho Đại đội A phân tán tập trung tại Ajermadidih, nhưng cuối cùng chỉ có quân từ Likoepang đến. Trong khi đó tại Kema, 2 lữ đoàn dưới sự chỉ huy của Trung sĩ Soenda rút lui sau khi phá huỷ cây cầu thị trấn; Hashimoto không tiếc thời gian, tiếp tục tiến đến Ajermadidih. Gần Kasar, các lữ đoàn đụng độ với Lực lượng 2 và phải rút lui một lần nữa sau khi gây thương vong khiêm tốn.
Đến 09:00, Lực lượng 2, được hỗ trợ bởi 3 xe tăng Type 95, tiến về phía đông Ajermadidih và giao chiến với Đại đội của Radema, hiện được tăng cường với các lữ đoàn còn lại (khoảng 300 quân). Mặc dù quân của Radema đã gây ra thương vong đáng kể, xe tăng Nhật cuối cùng đã đột phá và đe doạ vượt qua tuyến phòng thủ của Hà Lan, buộc Radema phải rút lui vào lúc 14:00. Để hỗ trợ cho việc rút lui, Trung sĩ Roemambi và Binh nhì Iniray và Poesoeng tiếp tục khai hoả từ đồng đội của họ cho đến khi nó bị phá huỷ bởi đạn pháo xe tăng.
Một lực lượng yểm trợ khác của 1 lữ đoàn dưới quyền của Trung sĩ Sigar kiềm chân quân của Hashimoto tại Sawangan để cho phép Radema đi qua Tondano an toàn. Sau khi đẩy lùi lữ đoàn của Sigar bằng các cuộc tấn công bất khả kháng và máy bay, một đơn vị thuộc Lực lượng 2 đã đến Tondano lúc 18:00, và đến 22:00, Hashimoto đã đến thị trấn và dừng lại ở đó trong đêm. Đến sáng ngày 12, Hashimoto đi dọc theo con đường dọc theo bờ phía đông và phía tây của hồ Tondano, kết hợp với Lực lượng lính dù Yokosuka 1 lúc 11:00 và Lực lượng Sasebo 1 lúc 12:30. Tuy nhiên, đến đêm ngày 11, Schillmöller đã quyết định rút về phía tây và bắt đầu chiến tranh du kích.
Radema rời đi với khoảng 12 quân đến nhà kho được phân bổ cho đại đội của mình, nhưng binh lính bắt đầu đào ngũ trên đường đi. Khi anh ta đến nơi trú ẩn, nó đã bị cướp phá bởi người dân địa phương, buộc anh ta phải cố gắng xâm nhập vào Ajermadidih để thu thập những gì còn lại của lực lượng của mình. Phần còn lại của quân đội cuối cùng cũng bỏ rơi ông ta trong suốt cuộc hành trình. Tỷ lệ đào ngũ cao đã trở nên trầm trọng hơn bởi thực tế là người Nhật đã chiếm giữ tất cả các thành phố và thị trấn lớn-và cùng với đó là phụ nữ và trẻ em-trong vòng 24 giờ. Ngoài ra, các lực lượng Nhật Bản cũng thả các tờ rơi có nội dung: "Cuộc chiến không diễn ra chống lại bạn, chỉ chống lại người Hà Lan. Vì vậy, hãy hợp lý, đừng can thiệp và về nhà." 

### Lính dù Nhật đổ bộ
Vào đêm 1-11 tháng 1, Sở chỉ huy Kakas được Tomohon báo động, buộc van den Berg phải người liên lạc chạy xe máy để đặt quân của mình trong tình trạng báo động cao. Khi Tomohon thông báo cho ông một lần nữa vào lúc 05:00 về cuộc đổ bộ của quân Nhật lên Manado và Kema, một lữ đoàn từ bộ phận dự bị KV tại Kakas di chuyển đến Papakelan để đóng các con đường dẫn đến Tondano.
Cùng lúc 06:30 ngày 11 tháng 1, 28 chiếc Mitsubishi G3M rời Davao đến Manado, mang theo Nhóm Nhảy dù 1. Trong khi chuyến bay tiếp cận phía bắc Celebes, một nhóm Mitsubishi F1M "Pete" đang yểm trợ cho lực lượng đổ bộ hải quân đã tấn công nhầm họ, bắn rơi một chiếc G3M và giết chết tất cả 12 lính nhảy dù trên máy bay. Để ngăn chặn sự cố bắn nhầm hơn nữa, các máy bay tiêm kích Mitsubishi Zero từ tàu sân bay Zuiho đã hộ tống chuyến bay cho đến khi nó đến khu vực thả. Trong thời gian thích hợp, Liên đội 1 bắt đầu nhảy dù xuống Langoan lúc 09:52 và hoàn thành việc nhảu dù vào lúc 10:20. Van den Berg ngay lập tức ra lệnh cho phần còn lại của bộ phận dự bị KV chiếm vị trí phía Tây Kakas để phòng thủ chống lại một cuộc đổ bộ khác có thể xảy ra. Ông cũng muốn gọi KV dự bị ở Langoan, nhưng Schillmöller đã sử dụng chúng.
Quân của Robbemond mặc dù thiếu súng phòng không, đã sử dụng súng máy Vickers và Madsen của họ để nổ súng vào lính dù và đẩy lùi cuộc tấn công sắp tới. Một số lính dù đã được thả gần các hộp của Hà Lan, và họ phải tiêu diệt chúng bằng súng lục và lựu đạn cầm tay, trong khi dành thời gian cho những người còn lại trong nhóm thu thập vũ khí từ thùng hàng hoá.
Sau khi lấy lại vũ khí, Horiuchi tập trung tấn công quân của Robbemond ở phía bắc sân bay. Đến 10:50, lính dù Nhật đã bao vây phía bắc, chiếm được overvalwagen với nó. Schillmöller sau đó đưa vào bộ phận Đại đội KV dự bị ở Kakas tham gia trận chiến. Đại đội được lệnh tiến đến Toelian và tăng cường quân của Van den Berg tại sân bay. Tuy nhiên, lệnh đã không được thực hiện, vì đơn vị biến mất mà không có thông báo nào khác. Van den Berg sau đó ra lệnh cho 2 overvalwagens dự bị dưới quyền ter Voert tấn công sân bay. Tiến vào khu vực lân cận Langoan dưới hoả lực dữ dội, một overvalwagen đã bị nổ máy. Các xạ thủ của nó, Binh nhì Tauran và Binh nhì Toemoedi tiếp tục bắn súng máy của họ để yểm trợ cho phần còn lại của phi hành đoàn, trước khi rút lui khi đối mặt với lính dù Nhật đang tiến lên. Người thứ hai, dưới sự chỉ huy của Trung sĩ Bojoh, tiến vào sân bay và tham gia trận chiến trước khi rút lui.
Bất chấp sự kháng cự dai dẳng, Liên đội Nhảy dù 1 đã tràn vào sân bay vào lúc 11:25. Khi trận chiến diễn ra, Van den Berg gọi Đại đội của Trung uý Fuchter, cùng với Mobile Colonne để tấn công lính dù từ hướng tây, qua Panasen. Tuy nhiên, Fuchter đã không đến Kakas cho đến 11:30, nơi mà lúc đó sân bay Langoan đã thất thủ, do đó huỷ bỏ cuộc tấn công. Van den Berg sau đó ra lệnh cho Đại đội Fuchter và Mobile Colonne chiếm vị trí ở phía nam và phía tây Kakas và giải vây cho Đại đội Dân quân-Landstorm đóng quân ở đó. Khi tiếp cận số lượng thương vong duy trì và rất ít quân vẫn còn có thể chiến đấu, quân của van den Berg đã phá huỷ Căn cứ Hải quân Tasoeka và chuẩn bị cho quân của mình di chuyển vào lãnh thổ du kích được chỉ định của họ.
Lúc 12:35, van den Berg thông báo cho Tomohon rằng ông sẽ rời đi đến khu vực phía đông Tasoeka. Ông đã gửi Đại đội Dân quân-Landstorm-được coi là không phù hợp cho một cuộc chiến du kích-về phía tây đến Kotamobagoe (Kotamobagu) để gia nhập lực lượng với Đại đội Dân quân Manado. Trung uý Wielinga, tổng chỉ huy phòng thủ sân bay, đã không sử dụng lữ đoàn của mình để hỗ trợ trận chiến, và thay vào đó đã rút lui trong trận chiến.
Sau khi chiếm được sân bay, Horiuchi gửi một đội trinh sát di chuyển đến khu vực Kakas lúc 13:00 để trinh sát sự di chuyển của Hà Lan. Ter Voert, Tauran và Toemoedi vừa đi bộ đến Kakas ngay lâp tức báo cáo chuyển động. Nhóm đã chạm trán và chiếm được một overvalwagen trước khi di chuyển vào Kakas, nơi họ giao chiến với một overvalwagen khác và buộc nó phải rút lui. Đại đội 1 và 2, tiến về phía Kakas, giao chiến với Đại đội của Fuchter, được hỗ trợ bởi một overvalwagen. Sau một trận đánh lớn, lính dù đã đánh đuổi quân của Fuchter và chiếm Kakas vào lúc 14:50. Lúc 15:50, lính dù tấn công căn cứ thuỷ phi cơ và chiếm được nó vào lúc 18:00. Cuộc tấn công được hỗ trợ bởi Đơn vị Hồ Tondano, người đã đổ bộ bởi 2 tàu bay Mavis trên hồ Tondano lúc 14:57. Trong khi đổ bộ, đơn vị chịu đựng hoả lực từ các khẩu pháo 37 mm của Mobile Colonne, vốn không đủ để ngăn chặn quá trình này.
Ngày hôm sau, Liên đội Nhảy dù 2 nhảy dù xuống sân bay Langoan lúc 09:52 sáng và liên kết với Liên đội Nhảy dù 1. Lực lượng của Horiuchi, với toàn bộ khả năng, đã phát động một cuộc tấn công vào thành phố Langoan và Tompaso lân cận. Đến lúc đó, Schillmöller đã rút lui về phía tây, về phía Amoerang (Amurang), để lại một lượng lớn vũ khí và đạn dược. Langoan thất thủ vào lúc 11:25, Tompaso cũng thất thủ vào lúc 12:30. Một phần tử khác của lính dù tiến đến Paso và đánh chiếm thành phố lúc 10:35. Đến 14:00, Horiuchi liên kết được với cả Lực lượng Sasebo 1 và 2.

## Kết quả
Từ ngày 13 tháng 1, Lực lượng Đổ bộ Liên hợp Đặc biệt Sasebo tiến hành một chiến dịch càn quét Manado và khu vực lân cận. Họ hoàn thành chiến dịch vào ngày 16, và tập hợp tại Menado để bắt đầu chuẩn bị cho việc đánh chiếm Kendari. Mặt khác, SNLF Yokosuka 1 tiếp tục đặt căn cứ tại sân bay Langoan cho đến ngày 24 tháng 4, khi chúng được phân công thành từng nhóm nhỏ để tấn công các đảo lân cận bằng tàu đổ bộ. Lực lượng được tập hợp tại Makassar vào tháng 11 năm 1942 để quay trở về Nhật Bản.

### Thương vong
Thương vong của Nhật Bản trong trận chiến như sau:
- Hải đoàn Đặc nhiệm Yokosuka 1 (SNLF): 32 người chết, khoảng 90 người bị thương
- Lực lượng Đổ bộ Đặc biệt Liên hợp Sasebo: 12 người chết, 154 người bị thương

140 quân Hà Lan đã thiệt mạng trong trận chiến, với 48 người bị bắt. Người Nhật cũng chiếm được 10 khẩu súng dã chiến 8 mm và một số lượng đáng kể súng máy, súng trường và các vật tư khác.

### Trả thù
Để trả đũa cho số lượng thương vong cao, lính dù Nhật của Horiuchi đã hành quyết tù binh Hà Lan bảo vệ sân bay. Trung uý Wielinga bị bắt ở Gorontalo và bị đưa đến Langoan, nơi ông bị chém đầu vào ngày 1 tháng 3. Ngoài ra, các lính dù cũng chém đầu những người khác: Trung sĩ Robbemond, Trung sĩ B. Visscher, Binh nhì Toemedi và 9 binh sĩ Menadonese. 2 người lính Menadonese chết trong tù vì bị tra tấn.

## Chiến tranh du kích
Vào đêm ngày 11 tháng 1 tại Roeroekan, khi người Hà Lan quyết định bắt đầu cuộc chiến tranh du kích của họ, Schilmöller đã đưa tiền cho 3 chỉ huy của mình-Đại uý Kroon và Abbink và Trung uý Van de Laar-và ra lệnh cho họ bắt đầu chiến tranh du kích trong khu vực tương ứng của họ. Tuy nhiên, địa lý địa hình mở của Minahasa gây khó khăn cho việc tổ chức chiến tranh du kích. Hơn nữa, một số nhà kho dưới lòng đất đã bị người dân địa phương cướp phá, điều này làm tăng thêm câu hỏi quan trọng về việc cung cấp cho quân đội.

### Nhóm của Schilmoller
Bản thân Schilmöller đã lên kế hoạch thiết lập căn cứ của mình tại hồ Tondano và thiết lập liên lạc với bất kỳ đơn vị không xác định vị trí nào từ đó. Với 3 lữ đoàn từ Đại đội B của RK, ông chuyển đến khu vực giữa hồ Tondano và dãy núi Lembean. Tuy nhiên, khi đài phát thanh duy nhất của ông bị hỏng, Schilmöller đã hành quân về phía tây đến Kotamobagoe (Kotamobagu), nơi đặt Đại đội Dân quân Menadonese, để thiết lập liên lạc với Trụ sở KNIL đặt tại Java. Vào ngày 20 tháng 1, nhóm của ông đã liên lạc với nhóm của Đại uý Van den Berg ngay phía đông nam hồ Tondano. Sau này đề nghị ông bỏ lại Đại đội B và đưa người già và người yếu đến Kotamobagoe. Thay vào đó, Schilmöller, giữ Đại đội B và tăng cường cho nó bằng những đội quân tốt nhất của Đại uý Van den Berg.
Ngày hôm sau, nhóm của người cũ rời Pasolo trên bờ biển phía đông, nơi từ đó họ sẽ di chuyển về phía nam càng xa càng tốt. Tuy nhiên, khi nhóm đến Pasolo, không đủ phương tiện vận chuyển đường thuỷ có nghĩa là họ không thể khởi hành trong một lần. Một nửa nhóm, bao gồm cả Tham mưu trưởng Trung sĩ J.F. Flips, bị bỏ lại phía sau, dưới sự chỉ huy của Trung uý 1 Siegmund, để được sơ tán sau đó. Tuy nhiên, người Nhật đã tìm thấy họ sớm hơn, tràn ngập và bắt giữ nhóm. Sau khi bị tra tấn dữ dội, Siegmund và Flips bị xử tử tại Langoan, vào ngày 27 tháng 1.
Schillmöller đến Kotamobagoe vào ngày 26 tháng 1, nơi ông có thể thiết lập liên lạc vô tuyến và báo cáo tình trạng của mình cho Tổng Hành dinh Hà Lan tại Java (Bandoeng). Vào ngày 31 tháng 1, Tổng Hành dinh ra lệnh Schillmöller đi đến Makassar, từ đó được vận chuyển trở lại Java. Dưới áp lực tuyên truyền của Nhật Bản có thể châm ngòi cho cuộc nổi dậy địa phương, Schillmöller quyết định đưa nhóm của mình đến Poso, ở Trung tâm Celebes. Tuy nhiên, người Hà Lan đã không thể có được vận tải đường biển cho đến ngày 26 tháng 2, tại thời điểm đó Makassar đã rơi vào tay người Nhật trong hơn 2 tuần (9 tháng 2).
Với vài lựa chọn còn lại, Schillmöller quyết định tiếp tục tiến hành chiến tranh du kích ở Trung Celebes, củng cố nhóm của mình với các đơn vị Hà Lan từ Poso, Paloe (Palu) và Kolonedale (Kolonodale). Người đầu tiên tham gia là Trung uý Willem van Daalen và 60 binh sĩ của ông; 2 phân đội khác gia nhập từ Poso, một dưới sự chỉ huy của Trung uý Johannes de Jong. Mặc dù số lượng ngày càng tăng, hầu hết các binh sĩ được vũ trang nhẹ, và một số trong số họ (dân quân địa phương) không được đào tạo gì cả. Hơn nữa, có sự cân nhắc rằng người dân địa phương không thể được mong đợi sẽ cung cấp hỗ trợ trong việc tiếp tục cuộc chiến. Cuối cùng, khi nghe tin Hà Lan đầu hàng tại Java vào ngày 8 tháng 3, Schillmöller quyết định ra hàng.

### Nhóm của Kroon
Vào ngày 12 tháng 1, Đại uý Kroon và 50 binh sĩ còn lại đại đội của ông rời Roeroekan và tiến lên phía bắc đến Kembes. Tỷ lệ đào ngũ cao của binh lính Menadonese khiến Kroon chỉ còn 9 người, khi quân Nhật bắt giữ nhóm của ông và đưa họ đến Kembes, trước khi cuối cùng vận chuyển họ đến Manado. Vào ngày 26 tháng 1, một ngày sau khi họ đến, tất cả binh lính châu Âu-ngoại trừ Đại uý Kroon-đã bị xử tử. Những người bị xử tử bao gồm 4 hạ sĩ quan và 2 chiến sĩ Dân quân-Landstorm.

### Nhóm của Abbink-Masselink
Nhóm của Đại uý Abbink tiến về phía tây nam để bắt đầu chiến tranh du kích của họ ở khu vực Amoerang, nhưng làn sóng đào ngũ tương tự khiến ông chỉ còn 4 binh sĩ. Với hy vọng kết nối với các lực lượng du kích khác, Abbink đã đi từ ngày 17 tháng 1 đến ngày 1 tháng 2, khi nhóm của ông gặp 8 binh sĩ RK dưới quyền Trung uý Masselink ở phía đông bắc Amoerang. Sau trận chiến ở Tinoör, Masselink và Trung sĩ Siwy đến Kakaskasen và cố gắng đến sở chỉ huy ở Tomohon. Tuy nhiên, khi họ nghe tin quân Nhật chiếm đóng thành phố, chiến tranh du kích của họ bắt đầu.
Vào ngày 13 hoặc ngày 14 tháng 1, nhóm của Masselink đã gặp gỡ 27 cựu binh sĩ đã rút lui khỏi Tanahwangko. Khi họ bắt đầu chuẩn bị cho chiến tranh du kích, tỷ lệ đào ngũ cao đã thu hẹp nhóm của Masselink xuống còn 5 người. Nhóm của Abbink / Masselink sớm biết về sự đầu hàng của lực lượng Hà Lan ở Manado và mất liên lạc với nhóm của Schillmöller. Những yếu tố này khiến họ rời đi vì sự an toàn của Kotamobagoe, nơi họ đột kích nguồn cung cấp và vũ khí từ cảnh sát địa phương. Sau khi đến doanh trại của Đại đội Dân quân Manado vào ngày 9 tháng 2, họ rời đi Poso ở Trung Celebes.

### Nhóm của Meliëzer
Vào ngày 11 tháng 1, Phân đội E của Trung sĩ Johan Meliëzer đang đóng quân tại Amoerang khi nó bị tàu chiến Nhật bắn phá, giết chết 1 người và làm bị thương 3 người. Mất liên lạc với Tomohon, Meliëzer đã gửi một người liên lạc chạy xe máy để gặp Thiếu tá Schilmöller, người đã ra lệnh cho Biệt đội tăng cường quân sự tại sân bay Langoan. Thực hiện cuộc tiến công trong nỗi sợ hãi thường trực của các cuộc không kích, 20 binh sĩ của Biệt đội E đã đến sân bay vào ngày 12 tháng 1, chỉ để thấy rằng quân Nhật đã chiếm đóng nó. Quân của Biệt đội E ngay lập tức giải tán và trở về nhà, với nhiều người sợ hãi sẽ cầm vũ khí một lần nữa cho chiến tranh du kích.
Tuy nhiên, Maliëzer từ chối đầu hàng và bắt đầu tổ chức một nhóm du kích khoảng 15 người vào nửa cuối tháng 1. Nhóm này cũng có sự tham gia của dân thường, trong số đó có bà Hoffman (nhũ danh Paratasis), vợ của một hiệp sĩ MWO (Militaire Willems-Orde) đã nghỉ hưu, người đã bị xử tử vì hỗ trợ quân du kích Hà Lan. Vào ngày 8 tháng 2, nhóm đẩy lùi một cuộc tấn công kéo dài một ngày của quân Nhật tại Kanejan, ngay phía Đông Toempaän (Tumpaan). Để trả thù cho sự mất mát của họ tại Kanejan, quân Nhật đã đốt cháy một kampong (làng) và chém đầu 5 thường dân, trong đó có 2 phụ nữ. Trong một trận chiến khác chỉ 4 ngày sau đó, họ chỉ bắt được nhóm của Meliëzer và đưa họ đến Langoan. Sau một thời gian ngắn bị giam giữ, Maliëzer bị chém đầu tại Langoan vào ngày 20 tháng 2, cùng với 12 thành viên khác trong nhóm của mình, trong đó có bà Hoffman.

### Nhóm của van den Berg
Từ Tasoeka, nhóm của Đại uý van den Berg cắm trại trên sườn núi Lembean vào đêm 11 tháng 1. Một dòng quân ổn định tham gia nhóm của ông biến thành một lực lượng 101 người chỉ 3 ngày sau đó. van den Berg chia họ thành 4 lữ đoàn, mỗi lữ đoàn 22 người, cùng với một nhóm nhân viên gồm 13 binh sĩ và y tá. 2 trong số các lữ đoàn được chỉ huy bởi Fuchter, trong khi Thiếu tá Ranti chỉ huy 2 lữ đoàn còn lại và Ter Voert chỉ huy nhóm tham mưu.
Vào ngày 17 tháng 1 tại Karor, nhân viên hải quân từ Kema, dưới sự chỉ huy của Trung uý 2 W.A. de Ruiter, gia nhập nhóm. 3 ngày sau, họ gặp nhóm của Schilmöller, ngay phía bắc Kajoe Watoe (Kayuwatu). Như đã đề cập, Schilmöller đã tước đi phần lớn lực lượng chiến đấu của nhóm, để lại van den Berg chỉ còn lại 23 quân (cùng với Ranti và Ter Voert) sẽ tập hợp các đội quân phân tán khác trong khu vực, do đó làm giảm khả năng tiến hành du kích ở Minahasa.
Trong cuộc chạm trán với Schilmöller, các lữ đoàn của Fuchter đã tuần tra trong 5 ngày, khi họ chạm trán với một đoàn xe Nhật Bản trong một cuộc giao tranh hỗn loạn trong đêm khiến Fuchter chỉ còn 10 binh sĩ khi kết thúc. Đến đêm ngày 22 tháng 1, quân Nhật đột kích doanh trại của ông tại Kombi và bắt giữ toàn bộ nhóm của ông. Các lữ đoàn của Ranti, được triển khai đến phía đông nam của hồ Tondano vào ngày 15 tháng 1, đã trở về từ cuộc tuần tra vào ngày 20 tháng 1. Tuy nhiên, một nửa trong số họ quyết định tiếp tục du kích ở Kaweng.
Vào ngày 4 tháng 2, nhóm tại Kaweng đã chiến đấu chống lại một cuộc tấn công của người Nhật làm thiệt mạng binh sĩ của họ, với tổn thất chưa được xác nhận là 37 quân Nhật. Trong khi đó, nhóm của van den Berg-chỉ có 1 lữ đoàn-tiếp tục duy trì ở vùng núi Lembean trong thời gian này và tiến hành các công việc phá huỷ. Nhóm này cũng tiếp tục tập hợp bất kỳ binh sĩ nào trong nỗ lực thực hiện một cuộc đột kích quy mô lớn vào sân bay Langoan hoặc Tondano.
Trước khi nỗ lực này có thể được tiến hành, 60-80 quân Nhật-được hỗ trợ bởi người dân địa phương-đã bao vây căn cứ của van den Berg ngay phía tây nam Kasar vào ngày 17 tháng 2. Nhận thấy rằng một đợt đột phá ban ngày không thể thành công, nhóm đã cố gắng trốn thoát khỏi doanh trại vào ban đêm. Từng người một, và dưới bóng tối, những người lính trong nhóm rời khỏi doanh trại, với Đại uý van den Berg là người cuối cùng rời đi. Bất chấp thành công của cuộc trốn thoát, sự tham gia của người dân địa phương ở phía Nhật Bản có nghĩa là tình hình của nhóm đang trở nên khó khăn hơn.
Đến ngày 20 tháng 2, bỏ lại người bệnh và người già, nhóm di chuyển đến cửa sông Kali Rakar, nơi họ bắt đầu chuyến đi về phía nam dọc theo bờ biển bằng thuyền gỗ. Sau khi chèo thuyền trong 14 giờ, lữ đoàn đã đến Pasir Poetih (Pasir Putih), khoảng 80 km về phía nam của Kali Rakar. Một ngư dân địa phương nhanh chóng thông báo sự hiện diện của họ cho người Nhật, những người này nhanh chóng bao vây bờ biển. Nhóm này đã tìm cách chạy trốn một lần nữa, nhưng đã bị bắt vào ngày 22 tháng 2, một ngày sau khi họ lên bờ. Ngưỡng mộ sự kháng cự bền bỉ và lập trường kiên định của họ, Hội đồng Chiến tranh Nhật Bản ở Langoan đã quyết định tha cho nhóm của Van den Berg khỏi bị xử tử. Sau chiến tranh, van den Berg được phong tặng Chỉ huy Hiệp sĩ của Militaire Williams-Orde, Hạng 4.

### Nhóm của de Jong & van Daalen
Vào ngày 12 tháng 3, Schillmöller gửi một sĩ quan của mình đến Manado để thảo luận về các điều khoản đầu hàng với Nhật Bản. Ông đã hy vọng rằng quân của ông sẽ được phép giữ vũ khí của họ, để duy trì trật tự và bảo vệ các công chức châu Âu và các gia đình đã đi cùng với nhóm. Thay vào đó, người Nhật yêu cầu quân Hà Lan phải giao nộp tất cả vũ khí của họ và cho tất cả các thành viên của nhóm tìm đường đến Manado. Schillmöller đã rời nhóm đi Manado vào ngày 23 tháng 3, trong khi một đơn vị gồm 50 lính Nhật được gửi đến Poso để đưa nhóm của ông trở về Manado. Tuy nhiên, De Jong và van Daalen đã từ chối yêu cầu này và chống lại quyết định đầu hàng. Khi đơn vị Nhật Bản đến vào tháng 4, người Hà Lan đã nổ súng vào họ, giết chết chỉ huy biệt đội và làm bị thương những người khác.
Vào tháng 5, quân Nhật đã gửi một đơn vị gồm 400 người để giao chiến với lực lượng du kích Hà Lan gồm 125 người đã rút lui và tiếp tục chiến đấu vào đất liền. De Jong và van Daalen đã tạo ra 2 nhóm và lần lượt đóng quân ở phía đông Poso và xung quanh Kolonedale. Vào ngày 9-10 tháng 6, nhóm của de Jong đã đến một đài phát thanh của Chính quyền Quốc gia ở Kolonedale, thiết lập liên lạc với các đại diện của Hà Lan ở Úc, yêu cầu lương thực thực phẩm, vũ khí và đạn dược. Họ không hề hay biết, quân Nhật đã tìm cách chặn liên lạc vô tuyến.
Đáp lại liên lạc mới được thành lập, một "bên" đã được thành lập tại Úc, có nhiệm vụ xâm nhập vào Celebes và trở lại với thông tin tình báo hoặc tiến hành hoạt động phá hoại. Được đặt tên là Lion, nhóm bao gồm kỹ sư Robert Hees, nhà điện tín Bernard Belloni và kỹ sư hàng hải Hans Brandon. Nhóm Lion rời cảng trên chiếc thuyền Samoa (một cột buồm dài 14 m) vào ngày 24 tháng 6 và cập bến tại Wotoe (Wotu), phía nam Kolonedale, sau hành trình dài 1,700 km. Người dân địa phương ngay lập tức báo cáo sự hiện diện của họ cho quân Nhật, là những người đã bắt giữ cả ba sau một cuộc đọ súng vào ngày 12-13 tháng 7. Sau một thời gian bị giam cầm và tra tấn, người Nhật đã xử tử ba người tại Makassar vào ngày 14 tháng 9.
Ngay cả khi người Nhật tiếp tục gây áp lực lên cả 2 nhóm du kích, kết hợp với việc đào ngũ và thương vong ngày càng gia tăng, cả 2 nhóm vẫn tiếp tục gây thương vong cho quân Nhật. Trước tháng 7, nhóm này đã giết chết khoảng 100 lính Nhật, với tổn thất 3 người chết và 4 người bị bắt. Ngày 7 tháng 7, đoàn quân của de Jong tấn công quân Nhật ở Salenda (Lembosalenda). Người Nhật đến cùng với 3 chiếc xe và được trang bị vũ khí tự động và súng cối. Một cuộc đọ súng dữ dội diễn ra cho đến 21:00 ngày 7, và tiếp tục cho đến 06:00-09:00 ngày hôm sau. Cuối cùng, 7 sĩ quan Nhật và khoảng 35-70 lính thiệt mạng. Các nhân chứng nói rằng cả 3 chiếc xe đều rải đầy thi thể người Nhật, sau đó bị đốt cháy bằng xăng.
Mãi cho đến ngày 15 tháng 7, hàng tiếp tế mới chuyển từ Úc tới. Vào thời điểm đó, quân Nhật đã đổ bộ lên Kolonedale, phá huỷ đài phát thanh và chiếm được hàng tiếp tế. Đồng thời, cư dân địa phương đã được tuyển mộ để hỗ trợ tìm kiếm lực lượng du kích Hà Lan. Người Nhật cuối cùng đã bắt được de Jong và van Daalen vào ngày 9 tháng 8 năm 1942. Cả 2 sĩ quan đều bị giam giữ tại Kolonedale, trước khi được chuyển đến Manado. Sau nhiều lần thẩm vấn và tra tấn, de Jong và van Daalen đã bị xử tử vào ngày 25 tháng 8. Cùng với họ, người Nhật cũng xử tử 15 binh sĩ từ nhóm du kích (11 người Hà Lan, 4 người Indo). Trước đó vào ngày 13 tháng 8, 9 binh sĩ (8 hạ sĩ quan, 1 binh nhì) cũng đã bị hành quyết.
Hegener lập luận rằng các hành động du kích của de Jong và van Daalen khá hiệu quả do địa hình tự nhiên của Minahasa và sự thiếu kinh nghiệm của người Nhật trong việc đối phó với chiến tranh du kích. Nhóm này đã có những thành công ban đầu, nhưng khi sự ủng hộ của người dân địa phương đối với người Nhật tăng lên và nhiều quân hơn đã được phân bố để chiến đấu với họ, hiệu quả của cuộc chiến tranh du kích cuối cùng đã giảm dần. Sau chiến tranh, de Jong được phong tặng Chỉ huy Hiệp sĩ của Militaire Williams-Orde, Hạng 4 và van Daalen nhận được Sư tử Đồng, cả hai đều được truy tặng.

### Gỉai phóng
Menado vẫn nằm dưới sự chiếm đóng của Nhật Bản cho đến tháng 10 năm 1945 khi "Lực lượng Menado" do Úc chỉ đạo giải phóng khu vực.